# Diócesis de Foligno
La diócesis de Foligno (en latín: Dioecesis Fulginatensis y en italiano: Diocesi di Foligno) es una circunscripción eclesiástica de la Iglesia católica en Italia. Se trata de una diócesis latina, sufragánea del arquidiócesis de Perugia-Città della Pieve. Desde el 26 de junio de 2021 su obispo es Domenico Sorrentino.

## Territorio y organización

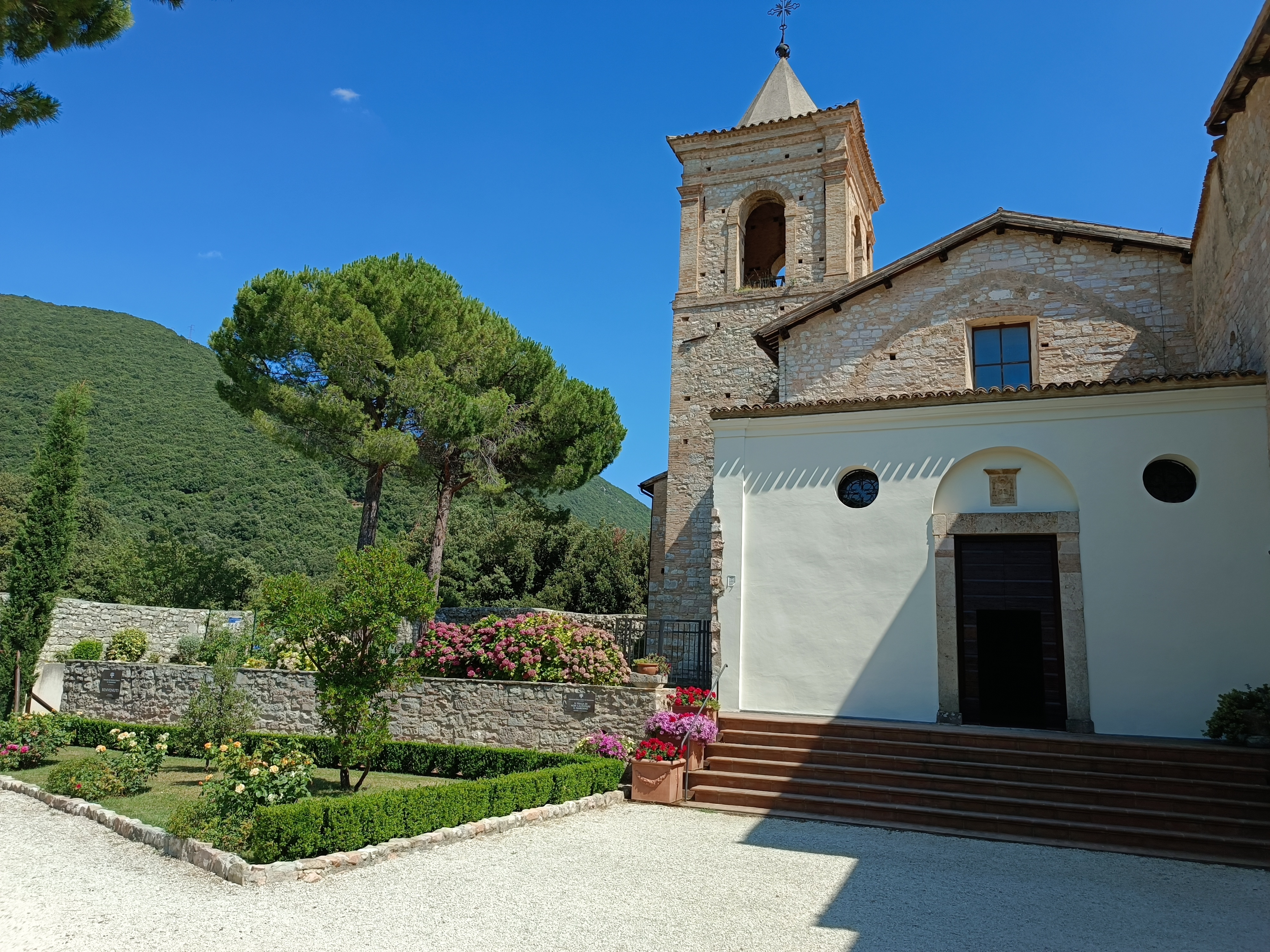
Abadía de Sassovivo, cerca de Foligno, fundada en el

La diócesis tiene 350 km² y extiende su jurisdicción sobre los fieles católicos de rito latino residentes en parte de la provincia de Perugia en la región de Umbría, comprendiendo las comunas de: Foligno (excluyendo la parroquia de Verchiano, que abarca las feracciones de Verchiano, Curasci, Roccafranca, Colle, Camino, Croce di Verchiano, Croce di Roccafranca, Crescenti, Ali, Caposomiggiale, Tito, Paraonda y la mitad de la fracción de Vionica, que pertenece a la arquidiócesis de Spoleto-Nursia), Spello, Valtopina, y la fracción de Armenzano de la comuna de Asís.

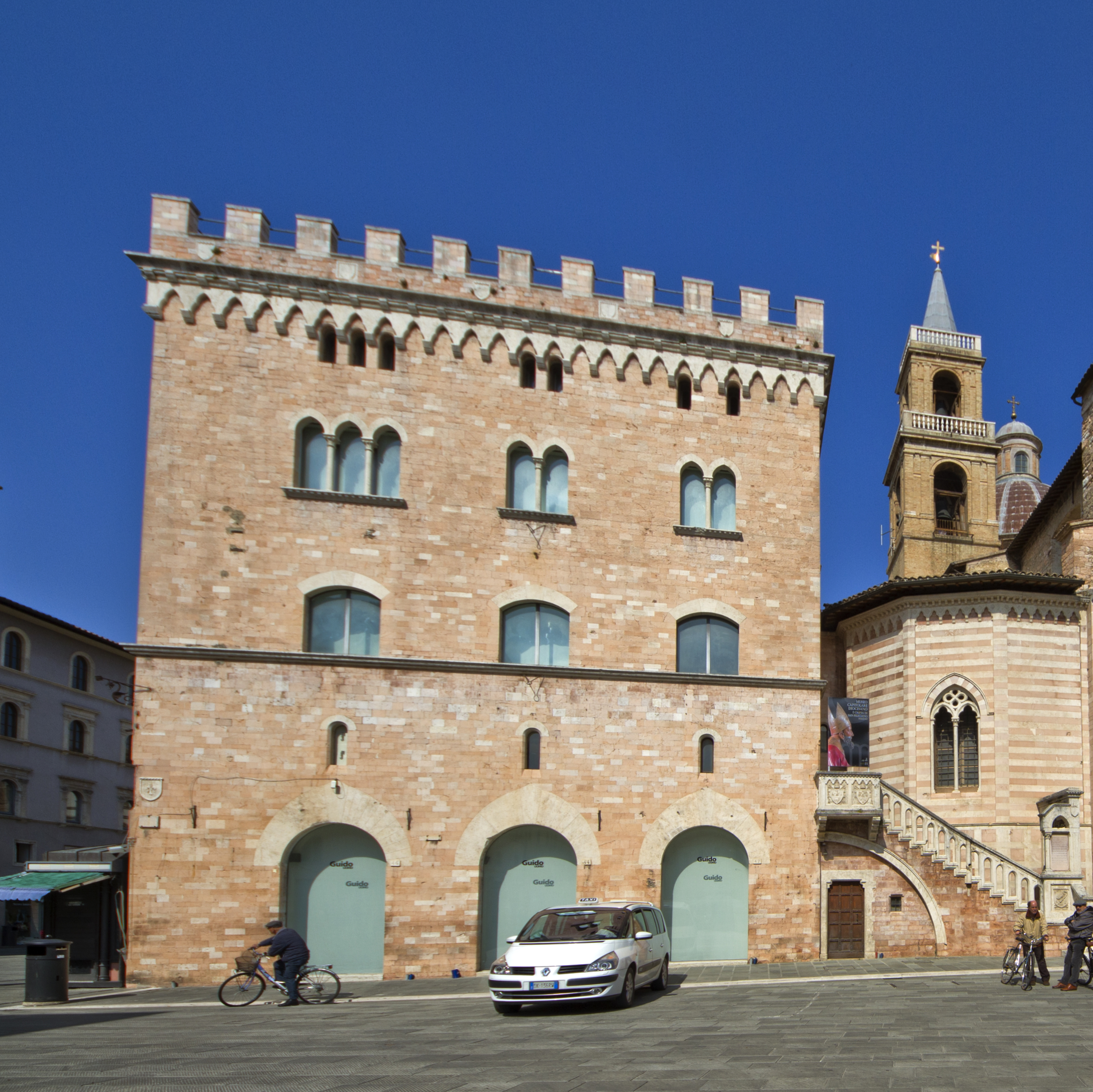
Palazzo delle Canoniche, cerca de la catedral, antigua residencia de los canónigos catedralicios, hoy alberga el museo capitular diocesano de Foligno

La sede de la diócesis se encuentra en la ciudad de Foligno, en donde se halla la Catedral de San Feliciano.

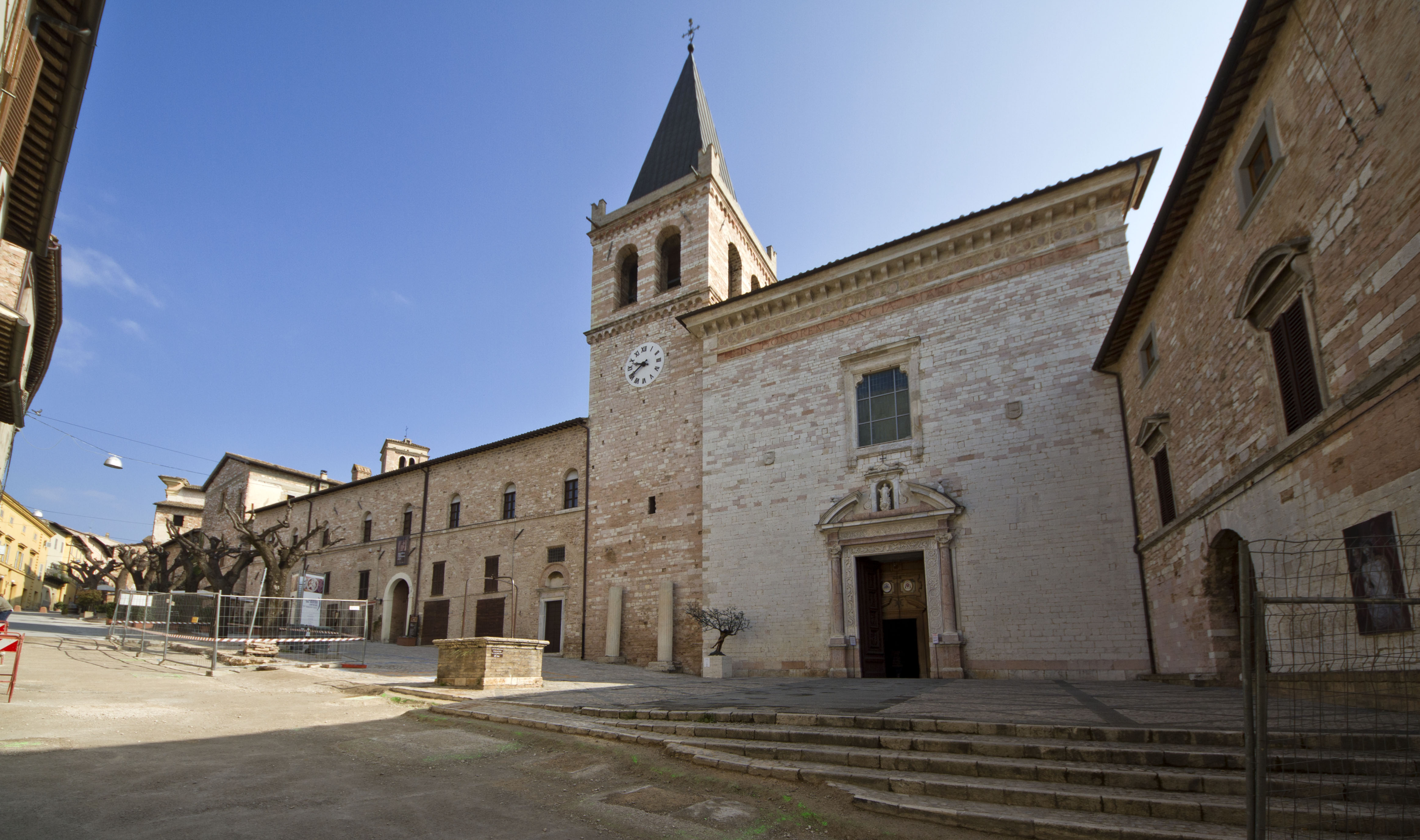
Colegiata de Santa María Mayor, en Spello

En 2023 en la diócesis existían 38 parroquias agrupadas en 5 zonas pastorales:
- zona pastoral "Città", comprende 15 parroquias;[2]
- zona pastoral "Campagna", comprende 6 parroquias;[3]
- zona pastoral "Spello", comprende 4 parroquias;[4]
- zona pastoral "Topino", comprende 6 parroquias;[5]
- zona pastoral "Montagna", comprende 6 parroquias.[6]

## Historia
La tradición, resumida en el siglo XVII por el sacerdote e historiador de Foligno Ludovico Jacobilli, atribuye la fundación de la diócesis a san Crispolto enviado a evangelizar Italia por el apóstol Pedro. Tradicionalmente se atribuyen a Foligno otros obispos, entre ellos san Feliciano, que vivió en la primera mitad del siglo III, a quien muchos historiadores indican como el primer obispo del Foro Flaminio, evangelizador de casi toda la región circundante y que murió en Foligno.
Desde un punto de vista histórico, durante los primeros siglos cristianos, son pocos los obispos que se pueden atribuir con certeza a Foligno. El primero es Urbano, que participó en el Concilio de Letrán convocado por el papa Félix III en 487 y que fue investigado por el papa Gelasio I (492-496), pero murió antes de que se completara la investigación. Le sigue Fortunato, que participó en los concilios convocados en tiempos del papa Símaco en los años 499, 501 y 502. En los tres siglos y medio siguientes se conocen: el obispo Floro, que estuvo presente en el concilio romano convocado por el papa Agatón en 680 para condenar la herejía monotelita, Domenico, que asistió a los concilios de Pavía en 850 y Roma en 853; y Argisio, que estuvo entre los padres del concilio convocado por el papa Nicolás I en 861 para juzgar a Giovanni de Ravena.
Entre los siglos VII y VIII Foligno absorbió la cercana y suprimida diócesis de Foro Flaminio, cuyo último obispo documentado fue Decenzio, quien junto con Floro de Foligno estuvo presente en el concilio romano de 680.
La sede episcopal original estaba situada en la ciudad romana de Fulginium, situada en una zona de colina cerca de Santa Maria in Campis. Posteriormente, tras las invasiones bárbaras, fue trasladada a Civita, cerca del actual Miglio San Paolo. Alrededor de la tumba de san Feliciano surgió a principios de la Edad Media el castrum Sancti Feliciani, donde hacia finales del siglo XI se trasladó la sede episcopal de Foligno.
El obispo más importante durante el siglo XI es san Bonfilio, que aparece por primera vez como obispo de Foligno en 1072. En 1096 partió hacia Tierra Santa para participar en la Primera Cruzada. Se creía que estaba muerto; alrededor de 1100, el papa nombró al obispo Andrea en su lugar. Habiendo regresado a su patria en 1104, dimitió como obispo y se retiró a la vida de eremita en Storaco y luego en Fara cerca de Cingoli, donde murió el 27 de septiembre de 1115.
La fundación de la abadía de Sassovivo, la más importante de la zona, también se remonta a la época de san Bonfilio. Fue fundada por Mainardo, monje de la abadía de Santa Maria di Sitria. «Enriquecida por diversas donaciones, la abadía llegó a poseer 92 monasterios, 41 iglesias y 7 hospitales: un vasto patrimonio, extendido por toda la Italia central».
En 1133 por orden del obispo Marco se construyó una nueva catedral, como atestigua un epígrafe en la fachada de la iglesia. Fue consagrada en 1145 por el obispo Benedetto con ocasión de la celebración de un Concilio en Foligno, presidido por el cardenal Giulio con el título de San Marcello y ampliada en 1201. En el siglo XIII también se erigieron las iglesias de San Claudio, San Domenico y San Giovanni Profiamma.
Con la bula IncomprehensibiIis et ineffabilis del 11 de junio de 1138, el papa Inocencio II confirmó los límites de su diócesis a la Iglesia de Foligno, a cuyo territorio pertenecía la antigua diócesis de Foro Flaminio y parte de la suprimida diócesis de Plestia.
Durante el siglo XIII la ciudad se había aliado con el emperador Federico II en su lucha contra el papado y por este motivo había perdido su dignidad episcopal (1243), que le fue devuelta el 31 de marzo de 1265 mediante la bula Sicut magni del papa Clemente IV.
«Entre los siglos XIII y XIV, eminentes figuras ascéticas ilustraron el recorrido de la Iglesia de Foligno. Tales son la santa Ángela de Foligno († 1309), cuya espiritualidad está impregnada de cristocentrismo, y el beato Pietro Crisci († 1323), el beato Tomassuccio († ca. 1377), el beato Paoluccio Trinci († ca. 1391) que, en 1368, inició la observancia regular (de donde comenzó la familia de los frailes menores de la observancia) y la beata Angelina de Montegiove (†1435), fundadora de los terciarios regulares de San Francisco.»
Durante el siglo XVI, Foligno vio nacer una serie de iniciativas de reforma de la vida del clero y de los laicos, vinculadas de diversos modos a la figura del obispo Isidoro Chiari (1547-1555), quien realizó una importante acción de renovación espiritual en la diócesis, promoviendo una visita pastoral a la diócesis y convocando cuatro sínodos diocesanos. Entre estas iniciativas cabe destacar el nacimiento del oratorio del Buen Jesús de Giovan Battista Vitelli (1538-1621), que tenía como finalidad ayudar a los moribundos; la Compañía de San Martino para la educación de la juventud y para diversas iniciativas caritativas; la fundación del Conservatorio de Sant'Orsola por Paola de Meo para la educación de las niñas.
El seminario diocesano fue erigido en 1649 durante el episcopado de Antonio Montecatini (1642-1668). Recién a principios del siglo XVIII los obispos tomaron medidas para implementar los decretos del Concilio de Trento. Entre ellos, cabe destacar al obispo Giosafat Battistelli (1717-1735): «Su actividad como reformador es responsable de la fundación de importantes instituciones pastorales, como las Escuelas Pías, la Pía Obra de la Doctrina Cristiana, la obra de las Sagradas Misiones y de los ejercicios espirituales para el clero y la reforma del seminario diocesano. El verdadero punto de referencia, sin embargo, fue el Sínodo diocesano, publicado en 1724 y que permaneció vigente prácticamente hasta el Sínodo de Monseñor Siro Silvestri (1955-1975), celebrado en 1959.»
El 29 de abril de 1772 el papa Clemente XIV separó el territorio de la antigua diócesis de Spello, en la que había más de cincuenta iglesias, de la diócesis de Spoleto y la agregó a la de Foligno.
En 1937 la parroquia de Annifo, en la comuna de Foligno, fue separada de la diócesis de Nocera Umbra y Gualdo Tadino y anexada a la diócesis de Foligno.
El 15 de agosto de 1972 la diócesis, hasta entonces inmediatamente sujeta a la Santa Sede, pasó a formar parte de la provincia eclesiástica de Perugia.
En la segunda mitad del siglo XX la diócesis tuvo que hacer frente a la despoblación de las zonas montañosas y al traslado de la población hacia la ciudad, con el consiguiente desarraigo de las tradiciones de las parroquias rurales, hoy casi desiertas.
Desde el 26 de junio de 2021 está unida in persona episcopi a la diócesis de Asís-Nocera Umbra-Gualdo Tadino.

## Estadísticas
Según el Anuario Pontificio 2024 la diócesis tenía a fines de 2023 un total de 59 700 fieles bautizados.
| Año                                                                             | Población            | Población | Población      | Sacerdotes | Sacerdotes    | Sacerdotes    | Bautizados por sacerdote | Diáconos permanentes | Religiosos | Religiosos | Parroquias |
| Año                                                                             | Bautizados católicos | Total     | % de católicos | Total      | Clero secular | Clero regular | Bautizados por sacerdote | Diáconos permanentes | Varones    | Mujeres    | Parroquias |
| ------------------------------------------------------------------------------- | -------------------- | --------- | -------------- | ---------- | ------------- | ------------- | ------------------------ | -------------------- | ---------- | ---------- | ---------- |
| 1950                                                                            | 51 340               | 51 340    | 100.0          | 120        | 70            | 50            | 427                      |                      | 84         | 242        | 61         |
| 1970                                                                            | 58 650               | 58 650    | 100.0          | 114        | 61            | 53            | 514                      | 1                    | 68         | 222        | 66         |
| 1980                                                                            | 62 800               | 62 800    | 100.0          | 90         | 59            | 31            | 697                      | 1                    | 65         | 182        | 68         |
| 1990                                                                            | 62 100               | 62 900    | 98.7           | 92         | 52            | 40            | 675                      | 3                    | 45         | 198        | 38         |
| 1996                                                                            | 66 565               | 66 900    | 99.5           | 80         | 48            | 32            | 832                      | 5                    | 42         | 151        | 39         |
| 2000                                                                            | 66 565               | 66 900    | 99.5           | 80         | 48            | 32            | 832                      | 5                    | 42         | 151        | 39         |
| 2001                                                                            | 67 000               | 67 250    | 99.6           | 84         | 50            | 34            | 797                      | 5                    | 43         | 154        | 37         |
| 2002                                                                            | 67 200               | 67 700    | 99.3           | 83         | 51            | 32            | 809                      | 5                    | 40         | 137        | 37         |
| 2003                                                                            | 64 900               | 65 250    | 99.5           | ?          | 49            | ?             | ?                        | 5                    | 5          | 128        | 37         |
| 2004                                                                            | 65 150               | 65 500    | 99.5           | ?          | 47            | ?             | ?                        | 5                    | 7          | 124        | 39         |
| 2005                                                                            | 65 300               | 65 700    | 99.3           | ?          | 46            | ?             | ?                        | 5                    | 8          | 123        | 39         |
| 2006                                                                            | 65 450               | 67 950    | 96.3           | ?          | 47            | ?             | ?                        | 5                    | 8          | 120        | 39         |
| 2007                                                                            | 65 450               | 67 950    | 96.3           | 78         | 46            | 32            | 839                      | 12                   | 39         | 118        | 39         |
| 2013                                                                            | 64 500               | 68 300    | 94.4           | 68         | 36            | 32            | 948                      | 16                   | 54         | 115        | 39         |
| 2016                                                                            | 63 000               | 67 200    | 93.8           | 63         | 32            | 31            | 1000                     | 15                   | 37         | 106        | 39         |
| 2019                                                                            | 61 800               | 67 800    | 91.2           | 61         | 31            | 30            | 1013                     | 14                   | 38         | 124        | 39         |
| 2021                                                                            | 60 500               | 67 000    | 90.3           | 56         | 30            | 26            | 1080                     | 14                   | 32         | 113        | 38         |
| 2023                                                                            | 59 700               | 66 000    | 90.5           | 55         | 29            | 26            | 1085                     | 14                   | 28         | 103        | 38         |
| Fuente: Catholic-Hierarchy, que a su vez toma los datos del Anuario Pontificio. |                      |           |                |            |               |               |                          |                      |            |            |            |

## Episcopologio
- San Crispoldo de Jerusalén? † (siglo I)[nota 2]
- San Brizio? † (siglo I)[nota 3]
- San Feliciano I † (193-249 falleció)[nota 4]
- Anónimo † [nota 5]
- Feliciano II † (296-338)[nota 6]
- Paolo? † (350)[nota 7]
- Urbano † (antes de 487-circa 492/496 falleció)[7]
- Fortunato † (circa 492/496-después de 502)[8]
- San Vincenzo da Laodicea? † (523-24 de mayo de 551 falleció)[nota 8]
- Candido? † (590-después de 595)[nota 9]
- Giacomo? † (602)
- Floro † (mencionado en 680)[9]
- Eusebio? † (antes de 740-circa 760 falleció)
- Doroteo? † (mencionado en 830)
- Domenico † (antes de 850-después de 853)
- Argisio † (mencionado en 861)
- Onofrio? † (mencionado en 870)
- Benedetto I † (antes de 967-después de 970/973)[21]
- Longino? † (mencionado en 995)[21]
- Berardo † (mencionado en 1024)[21]
- Enrico † (mencionado en 1031)[21]
- Sigemanno † (mencionado en 1047)[21]
- Azzo degli Atti † (antes de mayo de 1050-después de 1068)[21]
- San Bonfilio, O.S.B. † (antes de 1072-circa 1104 renunció)[12]
- Andrea † (1100-después de 1120 circa)[21]
- Marco † (mencionado en 1133)
- Benedetto II, O.S.B. † (11 de junio de 1138-19 de octubre de 1155 falleció)[13]
- Anselmo degli Atti † (1155-20 de agosto de 1201 falleció)[nota 10]
- Egidio degli Atti † (antes de 1208[nota 11]-diciembre de 1243 nombrado administrador apostólico de Nocera Umbra)
  - Sede vacante (1243-1265)
  - Berardo (Merganti?) † (circa 1246-después de 1256) (administrador apostólico)[22]
- Paperone de' Paperoni, O.P. † (17 de junio de 1265-21 de julio de 1285 nombrado arzobispo de Spoleto)
- Berardo di Antignano † (21 de julio de 1285-15 de mayo de 1296 falleció)
  - Giacomo degli Anastasi, O.F.M. † (1296-?) (obispo electo)
- Bartolomeo Caetani, O.S.B.Sub. † (28 de octubre de 1296-de julio de 1304 falleció)
  - Sede vacante (1304-1307)
- Ermanno degli Anastasi † (28 de abril de 1307-4 de diciembre de 1307 nombrado obispo de Pistoya)
- Bartolòmino Giuntoncini Sigisbundi † (4 de diciembre de 1307-11 de julio de 1326 falleció)
- Paolo Trinci † (16 de agosto de 1326-1363 falleció)
- Rinaldo Trinci I † (25 de marzo de 1363-1364 falleció)
- Giovanni Angeletti † (25 de enero de 1364-octubre de 1392 falleció)
  - Sede vacante (1392-1397)
- Onofrio Trinci † (3 de septiembre de 1397-2 de abril de 1403 falleció)
- Federico Frezzi, O.P. † (16 de noviembre de 1403-abril de 1416 falleció)
- Niccolò Ferragatti, O.F.M. † (20 de diciembre de 1417-noviembre de 1421 falleció)
  - Gaspare, O.S.B. † (10 de diciembre de 1421-16 de marzo de 1423 renunció) (obispo electo)
- Giacomo Berti (Elmi) † (20 de marzo de 1423-julio de 1437 falleció)
  - Rinaldo Trinci II † (1437-1442 falleció) (intruso)
- Cristoforo Corfini Boscari † (26 de agosto de 1437-21 de agosto de 1444 falleció)
- Antonio Bolognini † (31 de agosto de 1444-1 de enero de 1461 falleció)
- Antonio Bettini, O.Jes. † (4 de diciembre de 1461-circa 1484 renunció)
- Francesco Rosa † (20 de noviembre de 1486-3 de marzo de 1490 nombrado obispo de Terracina, Sezze y Priverno)
- Luca Borsciani Cybo, O.S.M. † (3 de marzo de 1490-septiembre de 1522 nombrado arzobispo titular de Éfeso)
  - Bernardino López de Carvajal † (26 de septiembre de 1522-1523 renunció) (administrador apostólico)
- Rodrigo Carvajal † (4 de febrero de 1523-1539 falleció)
- Fabio Vigili † (9 de septiembre de 1539-22 de septiembre de 1540 nombrado obispo de Spoleto)
  - Blosio Palladio † (4 de noviembre de 1540-27 de enero de 1547 renunció) (obispo electo)
- Isidoro Chiari, O.S.B. † (27 de enero de 1547-18 de marzo de 1555 falleció)
  - Ercole Tambosi † (marzo de 1555-19 de septiembre de 1555 nombrado obispo de Ravello) (obispo electo)
- Sebastiano Portico † (18 de septiembre de 1555-27 de febrero de 1556 falleció)
- Giovanni Angelo Medici † (25 de junio de 1556-7 de mayo de 1557 renunció, luego electo papa con el nombre de Pío IV)
- Giovanni Antonio Serbelloni † (7 de mayo de 1557-13 de marzo de 1560 nombrado obispo de Novara)
- Clemente d'Olera, O.F.M. † (13 de marzo de 1560-6 de enero de 1568 falleció)
- Tommaso Orsini † (23 de enero de 1568-25 de enero de 1576 falleció)
- Ippolito Bosco † (30 de enero de 1576-27 de enero de 1582 falleció)
- Troilo Boncompagni † (31 de enero de 1582-17 de marzo de 1584 falleció)
- Costantino Barzellini, O.F.M.Conv. † (9 de abril de 1584-29 de diciembre de 1585 falleció)
- Marcantonio Bizzoni † (6 de enero de 1586-26 de abril de 1606 falleció)
- Francesco Simonetta † (17 de julio de 1606-19 de enero de 1612 falleció)
- Porfirio Feliciani † (2 de abril de 1612-2 de octubre de 1634 falleció)
- Cristoforo Caetani † (2 de octubre de 1634 por sucesión-12 de octubre de 1642 falleció)
- Antonio Montecatini † (diciembre de 1642-7 de enero de 1668 falleció)
- Marcantonio Vincentini † (1 de abril de 1669-24 de abril de 1684 retirado)
- Giovanni Battista Pallotta † (24 de abril de 1684-17 de enero de 1698 falleció)
- Giulio Troili † (15 de septiembre de 1698-6 de julio de 1712 falleció)
- Dondazio Alessio Malvicini Fontana † (1 de agosto de 1712-17 de febrero de 1717 falleció)
- Giosafat Battistelli † (10 de mayo de 1717-21 de marzo de 1735 falleció)
- Francesco Maria Alberici † (27 de junio de 1735-6 de octubre de 1741 falleció)
- Mario Antonio Maffei † (27 de noviembre de 1741-29 de mayo de 1777 falleció)
- Giuseppe Maria Morotti † (18 de julio de 1777-20 de octubre de 1777 falleció)
- Gaetano Giannini † (15 de diciembre de 1777-28 de marzo de 1785 falleció)
- Filippo Trenta † (26 de septiembre de 1785-4 de marzo de 1796 falleció)
- Antonio Moscardini † (27 de junio de 1796-19 de agosto de 1818 falleció)
- Stanislao Lucchesi † (2 de octubre de 1818-2 de noviembre de 1830 falleció)
- Ignazio Giovanni Cadolini † (30 de septiembre de 1831-17 de diciembre de 1832 nombrado arzobispo de Spoleto)
- Arcangelo Polidori † (30 de septiembre de 1834-10 de mayo de 1843 falleció)
- Nicola Belletti † (19 de junio de 1843-21 de septiembre de 1864 falleció)
  - Sede vacante (1864-1867)
- Nicola Crispigni (o Grispigni) † (27 de marzo de 1867-29 de agosto de 1879 falleció)
- Vincenzo Serarcangeli † (19 de septiembre de 1879-14 de febrero de 1888 falleció)
- Federico Federici † (1 de junio de 1888-6 de agosto de 1892 falleció)
- Albino Angelo Pardini, C.R.L. † (16 de enero de 1893-15 de diciembre de 1894 renunció[nota 12])
- Carlo Bertuzzi † (18 de marzo de 1895-6 de mayo de 1910 renunció[nota 13])
- Giorgio Gusmini † (15 de abril de 1910-8 de septiembre de 1914 nombrado arzobispo de Bolonia)
- Carlo Sica † (22 de enero de 1915-20 de diciembre de 1917 renunció[nota 14])
- Stefano Corbini † (18 de junio de 1918-1 de octubre de 1946 renunció[nota 15])
- Secondo Chiocca † (18 de enero de 1947-15 de abril de 1955 nombrado obispo auxiliar de Génova[nota 16])
- Siro Silvestri † (21 de julio de 1955-3 de septiembre de 1975 nombrado obispo de La Spezia, Sarzana y Brugnato)
- Giovanni Benedetti † (25 de marzo de 1976-10 de octubre de 1992 retirado)
- Arduino Bertoldo † (10 de octubre de 1992-3 de julio de 2008 retirado)
- Gualtiero Sigismondi (3 de julio de 2008-7 de marzo de 2020 nombrado obispo de Orvieto-Todi)[nota 17]
- Domenico Sorrentino, desde el 26 de junio de 2021